# 細川亨
細川 亨（ほそかわ とおる、1980年1月4日 - ）は、青森県東津軽郡平内町出身の元プロ野球選手（捕手）・監督・コーチ。
右投右打。モデル・女優の細川愛倫は実娘。

## 経歴

### プロ入り前
青森県東津軽郡平内町生まれ。平内町立浅所小学校から平内町立小湊中学校へ進学。青森県立青森北高等学校では主将を務め、県大会では1年次から出場。2年時に内野手から捕手へ転向し、強肩強打の捕手として活躍したが、1年夏の県大会ベスト4止まりで甲子園出場はなかった。
青森大学では捕手として異例の1番打者として活躍し、先頭打者本塁打も記録。一塁手、遊撃手にも挑戦し、2年春は遊撃手でレギュラー、3年春から正捕手となり3年春・4年春には北東北大学リーグのベストナインに選ばれた。1999年の全日本大学野球選手権大会ではベスト4まで進んだが早稲田大に敗れた。2000年の同大会はベスト8まで進んだ。4年秋のリーグ戦では1番打者で打率.333、7打点の成績で優勝に貢献し、MVPとベストナインを受賞した。当時のメンバーには工藤隆人がいた。
2001年10月31日には、同年のNPBドラフト会議自由獲得枠での指名を前提に、西武ライオンズへの入団が決定。同日付で、NPBから契約締結内定選手として公示された。長年の正捕手だった伊東勤がコーチを兼務することや、捕手登録の和田一浩が外野手に専念することを踏まえた獲得で、入団当初の背番号は47。

### 西武時代
2002年は大半を二軍で過ごし、65試合に出場、178打数で.230、6本塁打だった。7月11日に長野オリンピックスタジアムで行われたフレッシュオールスターゲームに8番捕手で先発出場した。初回に竜太郎の内野安打で先制点を奪われたが、直後の二盗を阻止。2回の初打席は藤川球児から適時打を打つ。リーグ優勝でチームが祝杯を挙げた翌日の9月22日に一軍へ昇格。二軍監督鈴木葉留彦の推薦もあり、同日の対千葉ロッテマリーンズ戦で8番捕手で先発出場。打撃ではサードフライ、三振、サードゴロと無安打、守備では石井貴をリードし6イニングを無失点、三井浩二も1イニング無失点とし、8回から中嶋聡に交代し、プロ初出場を完封リレーで繋ぎ勝利した。翌9月23日の対オリックス・ブルーウェーブ戦でも8番捕手で先発出場し、エース西口文也との初コンビで、2回の塩崎真の同点打で本塁突入した高見澤考史をブロックした際に右大腿上部を打撲して負傷退場し、翌9月24日に出場選手登録を抹消され、10月10日に一軍へ戻ったが、同年の一軍出場は2試合で無安打。10月12日のファーム日本選手権で7番捕手として先発出場し、4回に適時打を打つが、帆足和幸が5回に6安打を打たれて逆転され、バッテリーごと交代となる。
2003年は開幕一軍、4月2日の対オリックス戦で3回に伊東勤の代走から出場し、吉井理人から左中間へ二塁打を打ちプロ入り初安打、松井稼頭央の犠牲フライで初得点。4月4日の対大阪近鉄バファローズ戦でシーズン初の先発出場して松坂大輔との初バッテリーで2回まで5奪三振無失点と順調なリードだったが、松坂が右膝裏に張りを感じて降板、自身はフル出場したが中継ぎ陣が5失点し敗戦した。打撃では相手先発ジェレミー・パウエルからレフトへ二塁打を打ち、プロ入り初打点。4月21日の対オリックス戦で再び松坂と組んでフル出場し、守っては1失点11奪三振完投勝利のリードで、打っては4打数4安打のプロ入り初猛打賞、3打席目には具臺晟からライトにプロ初本塁打となるツーランホームランを放った。5月26日の対日本ハムファイターズ戦で8回から守備で出場し、毎回の被弾で2イニング4失点のリードにより、翌5月27日に二軍降格となり野田浩輔が昇格した。6月13日に一軍に再昇格。7月13日の対福岡ダイエーホークス戦で松坂とのコンビで臨んだが0回2/3を投げ7失点した所で松坂が右肘痛を発症して降板し、バッテリーごと交代させられたため自身も先発マスクでの最短交代となった。8月31日の対オリックス戦で後藤光貴をリードしてフル出場し、プロ入り初の完封勝利を手にした。この年で現役を引退した伊東勤に対し、先発出場数こそ下回ったが、途中出場を含めると20試合ほど上回り、事実上の正捕手となった。またフル出場は35試合で19勝16敗だった。
2004年の開幕マスクは野田浩輔に譲ったが、野田が左足首捻挫で抹消されると正捕手となった。4月4日の対日本ハム戦ではプロ史上59人目、西武では2000年松井稼頭央以来4人目のサイクル安打を達成した。4月7日の対オリックス戦で2打席連続本塁打を達成した。5月12日対ダイエー戦では再び1試合2本塁打を放った。なお、5回表第2打席に星野順治から打った1本目(ソロ本塁打)はサンマリンスタジアム宮崎におけるNPB公式戦第1号本塁打である。6月20日の対日本ハム戦で先発出場して8回11失点、本塁打3本、4盗塁を許した ことで伊東勤監督は翌日から野田を一軍昇格させ先発捕手に据えた。7月17日の対オリックス戦の3回裏本塁クロスプレーの際、ルーズベルト・ブラウンのタックルにより野田が肋骨を骨折したため4回から出場し、7回に勝ち越しとなるツーランホームランを放った。7月18日から正捕手として先発出場した。8月11日、8月13日に2試合連続完封試合達成。8月23日に野田の復帰により控えとなったが、8月27日の対ダイエー戦で野田が先発マスクで7イニング19失点し、再び正捕手へ戻った。9月1日対千葉ロッテ戦で先発し、松坂大輔とのコンビで球団新記録の1試合16奪三振を奪い、完封勝利へ導いた。最終的にレギュラーシーズンでは100試合に先発出場し、フル出場した63試合では45勝17敗1分、8完封勝利だった。プレーオフでは第1ステージ3試合全てにフル出場し、10月1日の第1戦では建山義紀からダメ押しとなるソロ本塁打を放ちポストシーズン初安打初打点を記録。第2ステージは第2試合、第4試合で先発出場したが、3打数無安打でいずれも敗戦した。日本シリーズは6試合に出場し、第2戦から第4戦は控え捕手、第5戦以降はフル出場した。10月22日の第5戦では先発出場し、シリーズ初安打初得点は記録したが敗戦した。10月24日第6戦では4打席連続三振したが勝利した。10月25日第7戦では8回まで無失点のリードで貢献し、日本一決定のマスクを被った。
2005年5月28日の対広島東洋カープ戦で延長10回無死満塁永川勝浩から遊撃手の頭上を越えるレフト前を放ち、これがプロ入り初のサヨナラ打となった。5月31日の試合で捕球の際に右手を打撲し、右手首腱鞘炎の疑いで6月5日に出場選手登録を抹消された。6月19日に一軍へ再昇格。8月26日の対東北楽天ゴールデンイーグルス戦の4回裏第2打席で有銘兼久からプロ入り初の満塁本塁打を記録した。最終的にレギュラーシーズンでは104試合に先発出場し、フル出場した57試合では43勝14敗、8完封勝利だった。また、リーグワーストの捕逸数、リーグワーストタイの盗塁阻止率と不名誉な記録を残した。プレーオフ第1ステージでは2試合ともに先発出場したが2連敗し、5打数ノーヒットだった。オフの12月14日に背番号が「47」から「30」に変更された。
2006年は前年の守備難もあり、開幕時期こそ高卒新人・炭谷銀仁朗に先発出場を明け渡したが、4月下旬から正捕手を奪い返し、涌井秀章の先発時以外はほぼ先発出場した。8月27日の福岡ソフトバンクホークスとの首位攻防戦では勝ち越しソロ本塁打を放った。炭谷先発マスクで首位陥落した翌日の9月3日の対日本ハム戦で先発出場し、4回裏の第2打席で二死満塁から金村曉の初球を左翼席へ運び自身2度目の満塁本塁打を放って勝利に貢献し、首位を奪回した。9月7日の対千葉ロッテ戦では右臀部に張りのある松坂大輔をリードして7回無失点、打っては先制のスリーランホームランを放ち、フル出場の完封リレー勝利で1位通過マジックを13とした。9月13日の対日本ハム戦でも松坂とのコンビで9回完封勝利。しかし9月16日の対オリックス・バファローズ戦で守備の際に左手首にファウルチップを受け打撲し、9月17日以降欠場、9月20日には出場選手登録を抹消された。この影響でチームは終盤4勝4敗となり、レギュラーシーズンは2位通過に終わった。
プレーオフ第1ステージでは3試合全てに出場した。10月7日第1戦では松坂を完封勝利に導いたものの、後の試合で大量失点し、打撃も振るわず第1ステージ敗退した。盗塁阻止率は12球団最高の.469を記録し、捕逸はゼロ と前年両部門最下位からリーグトップに転じるという長足の進歩を見せた。最終的にレギュラーシーズンでは79試合に先発出場し、フル出場した54試合では42勝11敗1分、5完封勝利だった。12月29日に伊東勤監督の現役時代の背番号「27」を受け継ぐことが決まった。
2007年は開幕から抹消されることなく一軍に居座り、捕手ではリーグ最多となる139試合に出場した。126試合に先発出場し、フル出場した86試合では50勝34敗2分、5完封勝利だった。打撃では4月19日から5月4日まで自己最長の11試合連続安打を記録、猛打賞も自己最多の8回を達成、打率・打点も自己記録を更新し、本塁打も3年ぶりに2桁に乗せた。守備では2年連続で12球団トップとなる盗塁阻止率.405を記録した。5月30日から6月11日までチームは球団史上2度目の10連敗を喫して借金10の最下位となったが、その8試合で先発出場し、途中出場でも1試合サヨナラ負けのマスクを被った。7月5日、7月7日に2試合連続完封試合を達成しチームの貯金を1とした。8月31日から9月7日まで先発マスクで6連敗してチームは5位へ転落、9月8日に銀仁朗が先発捕手で連敗を止めたのを境に9月はほぼ途中からの出場となった。9月26日の対千葉ロッテ戦では1点リードの8回から途中出場したが、9回にアレックス・グラマンが福浦和也に同点タイムリーを許し、続くサブローのヒットで本塁を狙った二塁走者の早川大輔が細川の顔面に左肩でタックルし、細川はボールは離さずスリーアウトチェンジとなった。しかし脳震盪状態となり担架で運び出され、西武は捕手2人体制かつ捕手経験者のG.G.佐藤も交代済みだったため、治療に時間を要したが9回裏の攻撃から続けて出場した。打撃結果は三振で、10回表の守備では登板した山岸穣が制球に苦しみ2四球3安打で2点勝ち越されそのまま敗戦し、チームのBクラスが確定した。9月29日から再び正捕手へ戻った。プロ入り6年間8・9番の先発出場だったが、10月1日に7番、10月5日には2番での先発起用を経験した。
2008年は開幕から抹消されることなく一軍で過ごした。5月5日の対日本ハム戦で6点ビハインドの5回第2打席にブライアン・スウィーニーから左翼上段へ自身3度目の満塁本塁打を放ち、逆転勝利へ貢献した。5月25日の対阪神タイガース戦で西口文也のフォークボール捕球の際に右手人差し指と親指の間を裂傷し、試合後病院に直行し4針縫ったが、1試合の欠場でスタメンに復帰した。6月1日の対中日ドラゴンズ戦では3点本塁打を含む、自己最多の1試合5打点の活躍で勝利に貢献した。7月9日の対ソフトバンク戦の7回2点ビハインド二死二塁の守備で中西健太のレフトフェンス直撃の二塁打で中継の中島裕之がバックホームする前に、細川がホームベースを跨いでブロックしようとしたため、そのまま滑り込めば完全にセーフのタイミングだったが一塁走者の明石健志はやむなく回り込んで本塁を触ろうとし、細川がタッチし、球審の津川力はアウトを宣告してチェンジとなった。これにソフトバンクの王貞治監督は激怒して人生初退場寸前の猛抗議をし、試合は5分間中断し、後日ソフトバンクはパシフィック・リーグへ質問状を提出。7月11日にリーグは走塁妨害を認めた。7月19日の対千葉ロッテ戦で4回1点リード二死一二塁から西岡剛が打った右中間タイムリーの返球で早川大輔とのクロスプレーで左大腿部を打撲して交代となった。
オールスターゲームに自身初となるファン投票1位で選出された。7月31日第1戦は守備のみの途中出場、8月1日第2戦では先発出場した。9月24日にマジック1で迎えた対千葉ロッテ戦で4回3点ビハインドから涌井秀章が里崎智也に押し出し死球、代わった三井浩二もフリオ・ズレータに押し出し死球、7点ビハインド二死一三塁で登板した許銘傑もベニー・アグバヤニの腕に当て同イニング3度目の死球を与えた事で、ベニーが興奮してマウンドへ向かい、止めに入った細川を首投げして両チームの乱闘に発展し、ベニーは退場となった。細川は負傷により交代し、試合後左肩の脱臼が判明した。これにより3試合欠場し、リーグ優勝を決めた9月28日のマスクを被る事はできなかった。最終的にレギュラーシーズンでは128試合に先発出場し、フル出場した77試合では55勝20敗2分、8完封勝利(完封引き分け1試合)だった。守備面ではリーグワーストの捕逸8を記録したものの、捕手として12球団トップの133試合に出場し、自身初となる三井ゴールデン・グラブ賞を受賞した。
打撃では本塁打、打点共にプロに入って最高成績を記録し、打率も前年に近い数字を残し、自身初のベストナインに選出された。チームトップとなる23犠打で5年連続20犠打を記録した。クライマックスシリーズ第2ステージでは全5試合に先発出場し、10月17日第1戦は守備では8回1失点のリード、打っては2点タイムリー三塁打と初戦勝利に活躍した。10月21日第3戦ではブライアン・スウィーニーからクライマックスシリーズ第1号となるツーランホームランを放った。10月22日第5戦では涌井秀章を9回完封勝利に導き、日本シリーズ出場を決めた。日本シリーズでは第1戦から第5戦まで先発出場した。11月1日第1戦では9回を1失点に抑えて勝利。11月5日は岸孝之を完封勝利に導いた。11月6日の第5戦の2回第1打席でプッシュバントを試みて一塁に頭から滑り込んだ際に右肩を脱臼して負傷交代し、以降の試合はアジアシリーズも含め全て欠場した。また同年は北京オリンピック野球日本代表最終候補選手に選出されたが、最終メンバーには選出されなかった。オフの12月15日に2009 ワールド・ベースボール・クラシック日本代表一次登録メンバーに選ばれた。
2009年2月25日にWBC日本代表が発表されたが最終メンバーから漏れた。4月3日の千葉ロッテとの開幕戦で、清水直行から逆転となる三点本塁打を放ち同試合のヒーローとなった。同日が3歳の誕生日となる息子へのプレゼントとして本塁打を打つ約束を守った。その後も正捕手として先発出場していたが、前年に負傷した右肩をかばった影響などにより右肘を痛めて4月29日に出場選手登録を抹消された。7月28日に治療を終えて一軍に昇格した。最終的に38試合に先発出場し、フル出場はわずか14試合となり結果は9勝5敗、2完封勝利だった。故障から復帰後は48打数5安打、打率.104と打撃不振となり、代打を出されての途中交代が激増した。
2010年3月7日のオープン戦で銀仁朗が膝を故障した事で正捕手として開幕を迎えた。4月4日に帆足和幸、4月6日に岸孝之をリードしてチームを2試合連続完封勝利に導いた。首位で迎えた6月18日の対ソフトバンク戦では8回3点リードの場面で陽耀勲の直球を右翼中段に打ち返し、2年ぶり自身4本目の満塁本塁打を放った。6月19日、6月20日 の同カードでも本塁打を放ち、3試合連続の本塁打、4打点を記録。7月の先発マスク時に負けが込み、月間打率も.094と不調だったことから、7月の打率が.316と好調だった上本達之に先発出場を徐々に奪われていった。9月は打率.255と復調し正捕手へ戻り、9月18日からのソフトバンクとの直接対決で3試合先発出場したが3連敗し、リーグ優勝は2厘差でソフトバンクに奪われた。レギュラーシーズンでは104試合に先発出場し、フル出場した54試合では47勝7敗、7完封勝利だった。盗塁阻止率は.361で3年ぶりにリーグ1位となった。クライマックスシリーズファーストステージ全2試合に先発出場したが、第1戦は同点で代打を出され、第2戦では9回に追いつかれ延長11回に勝ち越しを許して交代した。打撃は2試合で4打数無安打だった。オフの11月8日にFA権を行使。福岡ソフトバンクホークス、横浜ベイスターズ、オリックス・バファローズと交渉した。

### ソフトバンク時代

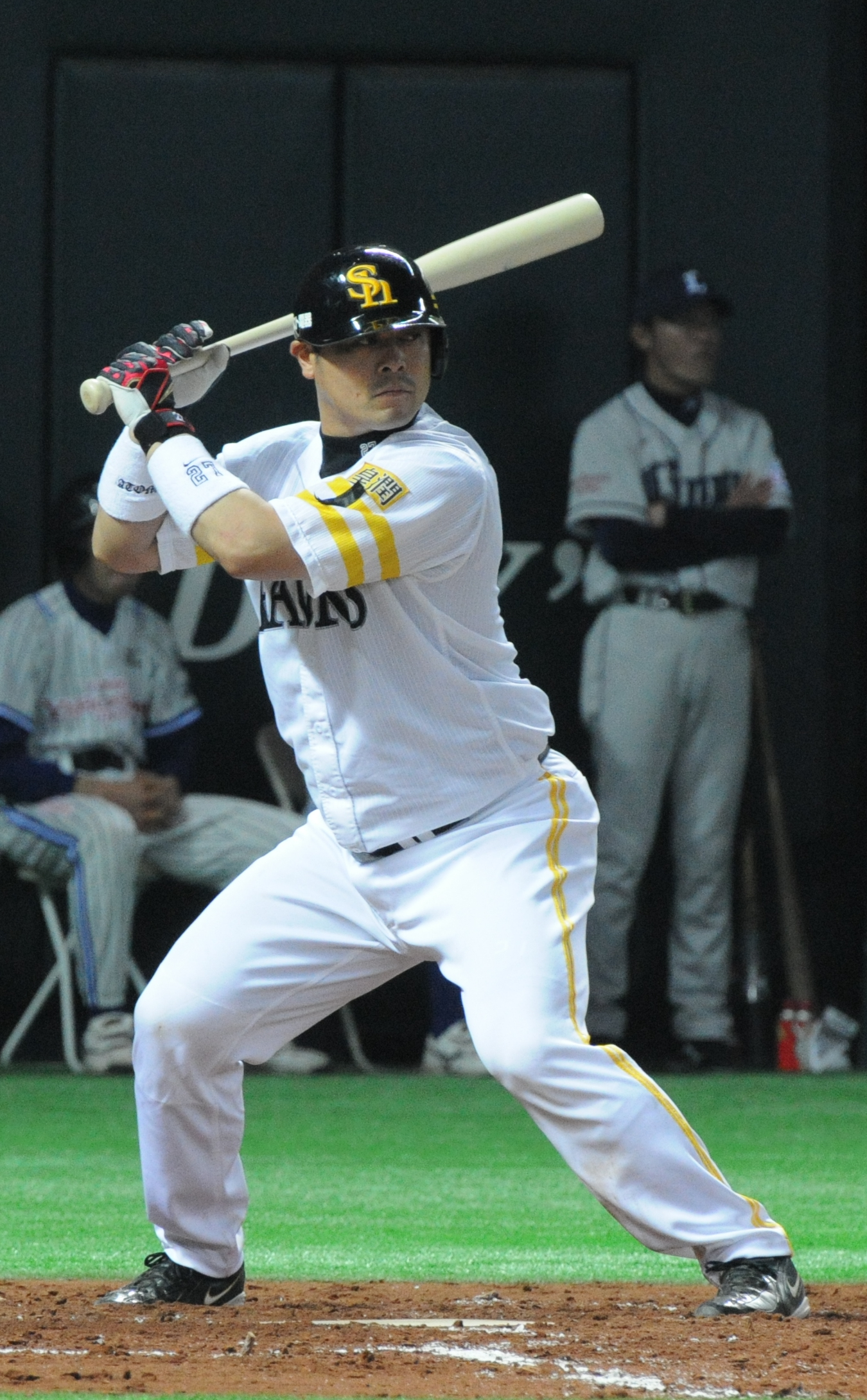
ソフトバンク時代
(2011年4月16日 福岡Yahoo!JAPANドーム)

2010年11月23日に福岡ソフトバンクホークスと4年契約で合意した。12月6日に正式に契約を交わし、横浜からFA移籍した内川聖一と共に入団会見を行った。年俸は総額2億5000万〜8億円（推定）で 背番号は西武時代と同じ「27」に決まった。自由獲得枠で入団した選手がFA権を行使し、国内他球団に移籍した初の事例となった。
2011年4月12日のオリックスとの開幕戦（京セラドーム大阪）に先発出場し、7回1点リード二死二塁で木佐貫洋からレフトにタイムリー三塁打を放ち、これが移籍後初安打・初打点となった。4月15日の対西武戦で本拠地福岡 Yahoo! JAPANドームで移籍後初出場した。4月20日に北九州市民球場で行われた対楽天戦でダレル・ラズナーからバットを折りながらもライト前へタイムリー打を放ち、一足先に準本拠地で初安打・初打点を記録した。4月21日の同カードで6回に川岸強からセンター前ヒットを打ち、これが移籍後本拠地初安打となった。4月27日の対日本ハム戦でD.J.ホールトンをリードし9回無失点で移籍後初の完封マスクを達成。5月13日の対西武戦の3回第1打席に牧田和久からショートへ内野安打を放ち、内川のタイムリー打で生還し、これが移籍後古巣からの初安打・初得点となった。6回第3打席には同じく牧田から左中間突破の2点タイムリーツーベースを放ち、これが古巣からの初打点、福岡 Yahoo! JAPANドーム初打点となった。5月29日の対横浜戦で、2回第1打席にクレイトン・ハミルトンの初球を捉えてソロ本塁打を放ち、これが移籍後初本塁打（本拠地初）となった。7月5日の対西武戦の初回一死三塁の場面で中島裕之のサードゴロで本塁狙った三塁走者浅村栄斗を本塁でブロック成功しアウトにしたが交錯により左膝を痛め、2回表に田上秀則を代打に送られて負傷退場した。7月6日に出場選手登録を抹消され、福岡市内の病院で精密検査を受けた結果、左膝内側半月板損傷と診断された。7月28日に一軍へ復帰した。8月4日の対オリックス戦の5回同点無死一二塁の場面で西勇輝から顎に死球を受けて出血、西は危険球退場となり、自身は山崎勝己を代走に送られて負傷退場し病院へ直行した。顎を4針縫合したが翌日8月6日の西武戦には先発出場した。8月27日の対楽天戦試合前のシートノック中に右脹脛に違和感を訴え、1回裏の守備で山崎と交代し、同日右脹脛の筋挫傷で出場選手登録を抹消された。9月19日に一軍へ戻り、同日の対オリックス戦で先発出場した。9月27日の2位日本ハムとの直接対決では2回一死一三塁の場面で止めたバットにボールが当たりブライアン・ウルフから先制のタイムリー内野安打を打って勝利に貢献した。9月29日同カードでは6回1点ビハインド一死三塁の場面でダルビッシュ有から同点の犠牲フライを打った。10月1日の対西武戦は9番捕手で先発出場し、岩嵜翔、ブライアン・ファルケンボーグ、馬原孝浩をリードし、9回完封リレーでチームのリーグ連覇に貢献した。リーグ優勝決定の瞬間にマスクを被ったのは自身初である。レギュラーシーズンでは84試合に先発出場し、フル出場した46試合では40勝5敗1分、11完封勝利だった。開幕から両エースとも組んだが、和田毅は先発3試合で0勝1敗、杉内俊哉は4試合で0勝2敗だったため、5月中旬以降2者の先発マスクは山崎勝己に奪われた。和田は8月3日以降再びコンビを組み8月17日から4試合連続の完封（リレー）勝利で5連勝した。他のスタメンマスクでは先発転向1年目の攝津正と組み11勝、最多勝を獲得したD.J.ホールトンと組み14勝、3年間未勝利の岩嵜翔とはプロ初勝利を含む5勝するなど結果を出した。打撃では1本塁打と大きく数字を落とした一方、犠打は自己最多の34犠打を記録した。守備では盗塁阻止率.183だったが無失策を記録し、3年ぶりにベストナイン と三井ゴールデングラブ賞 を受賞した。
クライマックスシリーズ（CS）ファイナルステージでは全3試合に出場。11月3日第1戦はフル出場し9回2失点のリード、打撃では3回に初球で犠打を決めて内川聖一の先制2点タイムリーを呼んだ。11月4日第2戦は8回2失点のリードだった。11月5日第3戦は11回同点から守備で出場し、2回無失点のリードでサヨナラ勝利を呼ぶなど3試合全ての勝利に絡みCS突破に貢献した。日本シリーズでは11月12日第1戦で先発出場し和田毅を8回1失点とリードし、代打を出され同点で交代した。第2戦は8回同点で守備から出場したが馬原孝浩が森野将彦に勝ち越し打を許し敗戦。11月15日はフル出場し9回2失点のリード、打撃では3安打の猛打賞で、鈴木義広からダメ押しとなるソロ本塁打も放ち、これが日本シリーズ初本塁打・初打点となった。11月16日第4戦はフル出場し9回1失点のリードで勝利に貢献した。11月17日第5戦では7回1点リード一死一二塁の場面でチェン・ウェインからバスターでタイムリー打を放ち、守ってはフル出場して中日打線を完封した。11月19日第6戦は代打で交代するまで8回2失点に抑えたが敗戦した。11月20日第7戦では8回から守備で出場して2回を無失点に抑えて完封勝利し、球団の8年ぶりの日本一の瞬間にマスクを被った。アジアシリーズ予選リーグでは11月25日の対統一セブンイレブン・ライオンズ戦にフル出場し、3回にライアン・グリンからライト前安打で出塁して同点の走者として生還した。11月26日の対サムスン・ライオンズ戦では先発出場し、2回一死三塁からバスターを仕掛け李宇善から左中間を深々と破るタイムリー二塁打を放った。守備では途中交代するまで8回無失点のリードだった。11月29日のサムスンとの決勝戦ではフル出場したが、5回に岩嵜翔が崩れ、川﨑宗則のタイムリーエラーも重なり、チームを1イニング5失点させて敗戦の一因を作った。
2012年は開幕を一軍で迎えて正捕手として出場していたが、打率.156と不調だったこともあり6月30日に二軍再調整となった。7月14日に再昇格し正捕手へ戻ったが、打率は2割に届くことなく終わった。レギュラーシーズンでは82試合に先発出場し、フル出場した46試合では27勝3敗、8完封勝利だった。同年も攝津正(同年最多勝)との相性が良く、先発マスク時に14勝した。打撃では打率.157と、西武時代の2003年からの正捕手定着後以降最低を記録した上、出塁率も2割に届かず極度の打撃不振に陥った。
守備では捕手部門で最多失策、盗塁阻止率も.224とリーグワースト2位だった。クライマックスシリーズファーストステージでは全3試合に先発出場した。第1戦では西武を9回1失点に抑え勝利した。第2戦は3回に自身はパスボールし、1イニング7失点させて4回で交代させられ敗戦の一因となった。第3戦はフル出場し9回2失点に抑えてファーストステージを突破した。打撃では6打数無安打だった。ファイナルステージでも全3試合に先発出場したが3連敗でCS敗退した。第1戦では吉川光夫から2打数2安打だったが得点には繋がらず8回に代打を出されて交代した。
2013年は開幕から抹消されることなく一軍で過ごしたが、9月11日の対西武戦の2回に十亀剣から左側頭部に死球を受け救急車で運ばれ、福岡市内の病院で打撲と診断された。翌日9月12日の同カードには先発出場したが、脳震盪のような症状で吐き気を催し途中交代した。ソフトバンク移籍後最多となる112試合に出場。レギュラーシーズンでは96試合に先発出場し、フル出場した33試合では29勝4敗、6完封勝利だった。盗塁阻止率は.297(リーグ3位)と前年よりも改善した。
2014年は開幕2カードは新加入の鶴岡慎也にスタメンを奪われたが、鶴岡が4月5月に打率1割台と打撃不振のため徐々に先発出場が増え、7月下旬からは完全に奪い返し正捕手へと戻った。6月3日の対巨人戦の6回に自打球を左膝に当て途中交代、翌6月4日に左膝打撲のため出場選手登録を抹消された。6月14日に最短で一軍へ復帰した。7月26日のオリックスとの首位攻防戦では4回同点の場面で東明大貴からバックスクリーン左へ勝ち越しツーランホームランを放ち、これが決勝打となりチームは首位を奪回した。10月2日、2位オリックスとの両チームの優勝がかかったシーズン最終戦では2回一死二三塁の場面でディクソンから先制の犠牲フライを放った。フル出場し10回1失点のリードで松田宣浩のサヨナラ打を呼び、2011年に続きチームのリーグ優勝決定の瞬間のマスクを被った。レギュラーシーズンでは95試合に先発出場し、フル出場した41試合では35勝5敗1分、7完封勝利だった。クライマックスシリーズファイナルステージでは全6試合に先発出場し、打っては14打数6安打、打率.429だった。10月20日第6戦では5回に鍵谷陽平からダメ押しのソロ本塁打を放つなど3打席3出塁で、守ってはフル出場し9回を1失点に抑え、CS突破に貢献した。日本シリーズでは全5試合に先発出場した。守備では8回6失点で代打を出された第1戦以外はフル出場し、残り4試合は阪神打線を2失点以下に抑えた。10月28日第3戦では1点リードの4回一死二塁の打席で藤浪晋太郎の7球目のカットボールに空振り三振したが、阪神捕手の鶴岡一成がボールを一塁側へ逸らした隙に振り逃げを成立させ、二塁走者の吉村裕基が一気に本塁を陥れてチームは貴重な追加点を挙げた。10月30日第5戦は守っては9回無失点のリードで阪神打線を完封し、自身3度目となる日本一決定の瞬間のマスクを被った。同試合の9回表は1点リードでデニス・サファテと一死満塁の場面を作ったが、続く西岡剛をファーストゴロに打ち取り、一塁手の明石健志が本塁へ送球しフォースアウト、ここで細川は一塁へ送球したが西岡の体に当たってボールは転がり、その間に二塁走者の田上健一は本塁を踏んだ。冷静にプレーを見ていた球審の白井一行は西岡の走塁を守備妨害と判定し、これにより併殺完成でゲームセットを宣告し、ソフトバンクの日本一が決定した。また、3回守備時には一死一塁からマートン、二死一塁から上本博紀の二盗をいずれも阻止し、1イニングで2度の盗塁阻止が日本シリーズ新記録となった。シーズン中の8月29日に2度目のFA資格を取得したが、11月6日に翌年の残留を明言し、12月16日の契約交渉で3,600万円アップの年俸1億円で更改し、2年契約を結んだ。
2015年は2月中旬の春季キャンプから故障が相次ぎ（ブルペンで投球を受けた際に右手親指を痛め、当初は打撲と診断されたが、3月2日に福岡市内の病院で再検査の結果、中手骨骨折が判明した ほか（4月11日のウエスタン・リーグ対広島戦で先発マスクを被って一旦実戦に復帰）、4月22日に首の痛みを訴え再びリハビリ組へ戻った。）59試合に終わった。本塁打が0本だったのは2002年以来だった。
2016年はレギュラーシーズンの一軍公式戦49試合、チームがリーグ2位で迎えたCS5試合でスタメンマスクを任された。その一方で、チームが日本ハムとのCSファイナルステージで敗退した後に、球団からバッテリーコーチへの就任を打診。現役続行を希望していた細川がこの打診を固辞した ことから、10月24日には事実上の退団が発表された。12月2日付で、NPBから自由契約選手として公示。

### 楽天時代
2016年11月15日に地元球団の東北楽天ゴールデンイーグルスとの間で、捕手として契約を結んだことが発表された。背番号は68。
2017年は正捕手の嶋基宏や若手投手へのサポート役として、公式戦の開幕から一軍に帯同した。左脹脛を痛めたため、4月30日に出場選手登録を抹消されたが、6月下旬に一軍へ復帰。同月28日に故郷の青森県内で29年振りに開かれたNPB一軍公式戦（はるか夢球場の対オリックス戦）で移籍後初めてのスタメンマスクを任されると、7回裏の第3打席で一軍公式戦での移籍後初安打を放った。レギュラーシーズンには、一軍公式戦20試合に出場。通算打率は.100（20打数2安打）ながら、8月3日の対西武戦（メットライフドーム）でこの年唯一の本塁打を放ったほか、チームのレギュラーシーズン3位で迎えた古巣（西武およびソフトバンク）相手のCSにも、捕手として出場した。シーズン終了後の12月7日に、推定年俸2,000万円（現状維持）という条件で契約を更改。契約更改時点の年齢は37歳で、西武時代のチームメイトでもあった40代の松井稼頭央がこの年限りで退団（コーチ兼任で西武へ復帰）したことによって、チームの現役最年長選手になった。
2018年は一軍公式戦への出場がわずか2試合で、2打数ノーヒットに終わった。球団では、10月5日に細川へ戦力外を通告するとともに、コーチへの転身を打診。しかし、細川がNPB他球団での現役続行を希望したため、退団に至った。

### ロッテ時代
2018年12月6日に千葉ロッテマリーンズが細川を1年契約で獲得した。背番号は55。獲得に至った背景には、金澤岳の現役引退（二軍バッテリーコーチ就任）に伴って、ベテランの捕手が不足していたことが挙げられる。ちなみに、進退に悩むあまり小学校6年生の長男に相談したところ、長男から「東京ディズニーランドが近くなる」という理由でロッテへの加入を後押しされたという。
2019年はいわゆる「抑え捕手」（試合終盤の守備要員）としての起用を中心に、一軍公式戦で楽天時代の2シーズンを上回る37試合に出場。打撃面では、7月16日に古巣の対西武戦（メットライフドーム）で一軍公式戦2年振りの安打を放つなど、通算で6打数2安打ながら打率.333を記録した。シーズン終了後の11月29日に、推定年俸1,600万円（前年から100万円増）という条件で契約を更改。更改時点の年齢は39歳で、この年までロッテの二軍打撃コーチ兼内野手として現役生活を続けていた福浦和也が43歳で引退（コーチ職に専念）したことから、2020年シーズンをパ・リーグの現役最年長選手として迎えることも決まった。
2020年はファームで12試合に出場したものの、打席に立つことはなく、11月4日に球団から戦力外通告を受けた。11月9日に引退を表明し、同日の日本ハム戦（ZOZOマリンスタジアム）で引退試合を行った。8回裏に代打で登場し（結果は空振り三振）、9回表には捕手として最後の守備に就いた。

### 引退後
2020年12月8日、2021年から新設される九州アジアリーグ・火の国サラマンダーズの監督に就任することが発表された。初年度のシーズンはリーグ優勝を達成したが、シーズン終了後の9月28日に今シーズン限りでの退任が発表された。2021年12月7日にロキテクノ富山にバッテリーコーチ兼ディフェンス担当として入団することが発表された。2024年11月8日、2025年からソフトバンクの三軍バッテリーコーチを務めることが発表された。その後12月19日、レギュラー捕手であった甲斐拓也の読売ジャイアンツへのフリーエージェント権を行使しての移籍など、捕手の育成方針の大きな変化を球団・首脳陣が検討した結果、それまで二軍バッテリーコーチを務めた清水将海と役職をスイッチする形で細川が二軍バッテリーコーチを務める事となった。

## プレースタイル

### 打撃
打率.200前後と安定感はないものの、ボールにバックスピンをかけて飛距離を出す長打力が持ち味で、打球方向のほとんどがレフト方向へ向かうプルヒッター。2006年シーズン中盤からランナーの有無に関係なくバントの構えからヒッティングに切り替えるバスター打法を取り入れた。フォーム改造後は三振を大幅に減らし、本塁打も増え「恐怖の8番打者」として注目を集めたが、シーズン打率は1割台に終わった。2007年は通常の打法に戻し、以降は打法の変更を繰り返し2008年、2009年は三振率が再び3割を越えた。2010年には再びバスター打法に取り組むが打率が低迷し、取りやめると打率が向上し、3試合連続本塁打を記録するなど調子の波が激しい。5年連続20犠打を二度記録しており、34犠打を記録した2011年には犠打成功率.921を記録するなど得意としている。

### 守備
2010年にはリーグトップの守備得点を記録している。打者の苦手コースを突く慎重なリードが持ち味、野村克也は「パ・リーグで一番キャッチャーらしいキャッチャー」と高く評価しており、ワールド・ベースボール・クラシック日本代表の選抜においても、本大会で正捕手を務めた城島健司よりも細川が適任であると考えていたという。西武時代の監督でもあった伊東勤も細川のことはもっと評価されてもいい捕手だと評している。ブロックも上手く、本塁での相手選手からの体当りにもボールを離さない。捕球に関してはソフトバンク移籍後の2011年に杉内俊哉、森福允彦が評価している。肩も強く、盗塁阻止率が1割台に落ちたのは2011年のみで、それ以外のシーズンは全て2割以上を記録している。プロ入り以来、配球の研究熱心さには定評があり、電話帳の厚さを越えるほどのメモを残していたが、2008年度から『感性のリード』へシフトした。
かつて同じ捕手としてチーム内で競合した鶴岡慎也の証言によると、外角のストレートで見逃し三振を取るのが非常に上手かった、ある投手にとって優先順位のかなり低いカーブを綺麗に通したとのことである。特に攝津正とのコンビネーションは抜群であったと語っている。
本人は独特のフレーミングについて引退後「ボールに親指をぶつけて親指を伸ばす」と解説している一方で、それは自分の中ではフレーミングではないと主張している。

## 人物
愛称は「とーるちゃん」。また、西武時代は自身が演歌歌手の氷川きよしと顔が似ていることから『きよし』とも呼ばれていた。入場時の応援曲も同歌手の『きよしのズンドコ節』を採用していたこともあった。
2014年1月6日に東奥日報第9回東奥スポーツ賞の東奥スポーツ大賞を受賞した。
娘の細川愛倫は、モデル女優。

## 詳細情報

### 年度別打撃成績
| 年 度      | 球 団        | 試 合 | 打 席 | 打 数 | 得 点 | 安 打 | 二 塁 打 | 三 塁 打 | 本 塁 打 | 塁 打 | 打 点 | 盗 塁 | 盗 塁 死 | 犠 打 | 犠 飛 | 四 球 | 敬 遠 | 死 球 | 三 振 | 併 殺 打 | 打 率 | 出 塁 率 | 長 打 率 | O P S |
| ---------- | ------------ | ----- | ----- | ----- | ----- | ----- | -------- | -------- | -------- | ----- | ----- | ----- | -------- | ----- | ----- | ----- | ----- | ----- | ----- | -------- | ----- | -------- | -------- | ----- |
| 2002       | 西武         | 2     | 4     | 4     | 0     | 0     | 0        | 0        | 0        | 0     | 0     | 0     | 0        | 0     | 0     | 0     | 0     | 0     | 1     | 0        | .000  | .000     | .000     | .000  |
| 2003       | 西武         | 93    | 216   | 195   | 21    | 39    | 12       | 1        | 5        | 68    | 14    | 1     | 2        | 9     | 0     | 9     | 0     | 2     | 64    | 4        | .200  | .243     | .349     | .591  |
| 2004       | 西武         | 116   | 366   | 313   | 34    | 68    | 21       | 1        | 11       | 124   | 39    | 2     | 1        | 23    | 1     | 22    | 0     | 6     | 104   | 5        | .217  | .281     | .396     | .677  |
| 2005       | 西武         | 113   | 348   | 289   | 25    | 56    | 12       | 1        | 8        | 94    | 32    | 0     | 0        | 27    | 1     | 29    | 1     | 2     | 86    | 4        | .194  | .271     | .325     | .596  |
| 2006       | 西武         | 99    | 312   | 266   | 22    | 53    | 13       | 1        | 7        | 89    | 27    | 0     | 0        | 26    | 1     | 15    | 1     | 4     | 68    | 3        | .199  | .252     | .335     | .586  |
| 2007       | 西武         | 139   | 448   | 393   | 39    | 94    | 20       | 0        | 10       | 144   | 43    | 2     | 2        | 21    | 5     | 20    | 2     | 9     | 96    | 8        | .239  | .288     | .366     | .654  |
| 2008       | 西武         | 133   | 446   | 404   | 42    | 96    | 20       | 1        | 16       | 166   | 58    | 0     | 0        | 23    | 3     | 12    | 1     | 3     | 129   | 11       | .238  | .263     | .411     | .674  |
| 2009       | 西武         | 46    | 114   | 102   | 8     | 18    | 5        | 0        | 4        | 35    | 13    | 0     | 0        | 6     | 0     | 6     | 0     | 0     | 44    | 1        | .176  | .222     | .343     | .565  |
| 2010       | 西武         | 112   | 341   | 293   | 28    | 56    | 10       | 2        | 8        | 94    | 33    | 1     | 1        | 23    | 0     | 20    | 1     | 5     | 84    | 4        | .191  | .255     | .321     | .576  |
| 2011       | ソフトバンク | 97    | 264   | 219   | 16    | 44    | 7        | 1        | 1        | 56    | 20    | 1     | 0        | 34    | 2     | 7     | 0     | 2     | 55    | 1        | .201  | .230     | .256     | .486  |
| 2012       | ソフトバンク | 92    | 217   | 185   | 5     | 29    | 3        | 0        | 2        | 38    | 13    | 0     | 1        | 21    | 2     | 8     | 0     | 1     | 50    | 1        | .157  | .194     | .205     | .399  |
| 2013       | ソフトバンク | 112   | 274   | 227   | 20    | 44    | 12       | 0        | 5        | 71    | 30    | 0     | 3        | 25    | 0     | 15    | 0     | 7     | 64    | 3        | .194  | .265     | .313     | .578  |
| 2014       | ソフトバンク | 112   | 294   | 247   | 14    | 47    | 9        | 0        | 5        | 71    | 32    | 0     | 0        | 29    | 3     | 12    | 1     | 3     | 83    | 3        | .190  | .234     | .287     | .521  |
| 2015       | ソフトバンク | 59    | 114   | 95    | 4     | 11    | 5        | 0        | 0        | 16    | 5     | 0     | 0        | 9     | 1     | 9     | 0     | 0     | 37    | 2        | .116  | .190     | .168     | .359  |
| 2016       | ソフトバンク | 49    | 115   | 93    | 6     | 21    | 2        | 0        | 1        | 26    | 6     | 1     | 0        | 15    | 0     | 6     | 0     | 1     | 28    | 4        | .226  | .280     | .280     | .500  |
| 2017       | 楽天         | 20    | 23    | 20    | 1     | 2     | 0        | 0        | 1        | 5     | 1     | 0     | 0        | 3     | 0     | 0     | 0     | 0     | 9     | 0        | .100  | .100     | .250     | .350  |
| 2018       | 楽天         | 2     | 2     | 2     | 0     | 0     | 0        | 0        | 0        | 0     | 0     | 0     | 0        | 0     | 0     | 0     | 0     | 0     | 1     | 0        | .000  | .000     | .000     | .000  |
| 2019       | ロッテ       | 31    | 8     | 6     | 0     | 2     | 0        | 0        | 0        | 2     | 1     | 0     | 0        | 2     | 0     | 0     | 0     | 0     | 1     | 0        | .333  | .333     | .333     | .667  |
| 2020       | ロッテ       | 1     | 1     | 1     | 0     | 0     | 0        | 0        | 0        | 0     | 0     | 0     | 0        | 0     | 0     | 0     | 0     | 0     | 1     | 0        | .000  | .000     | .000     | .000  |
| 通算：19年 | 通算：19年   | 1428  | 3907  | 3354  | 285   | 680   | 151      | 8        | 84       | 1099  | 367   | 8     | 10       | 296   | 19    | 190   | 7     | 45    | 1005  | 54       | .203  | .254     | .328     | .581  |

### 年度別守備成績
| 年 度 | 球 団        | 捕手  | 捕手  | 捕手  | 捕手  | 捕手  | 捕手     | 捕手  | 捕手     | 捕手     | 捕手     | 捕手     |
| 年 度 | 球 団        | 試 合 | 刺 殺 | 補 殺 | 失 策 | 併 殺 | 守 備 率 | 捕 逸 | 企 図 数 | 許 盗 塁 | 盗 塁 刺 | 阻 止 率 |
| ----- | ------------ | ----- | ----- | ----- | ----- | ----- | -------- | ----- | -------- | -------- | -------- | -------- |
| 2002  | 西武         | 2     | 3     | 0     | 0     | 0     | 1.000    | 1     | 0        | 0        | 0        | ----     |
| 2003  | 西武         | 92    | 451   | 30    | 1     | 7     | .998     | 5     | 36       | 24       | 12       | .333     |
| 2004  | 西武         | 116   | 774   | 41    | 5     | 8     | .994     | 3     | 50       | 36       | 14       | .280     |
| 2005  | 西武         | 113   | 770   | 44    | 3     | 6     | .996     | 7     | 60       | 45       | 15       | .250     |
| 2006  | 西武         | 99    | 680   | 47    | 4     | 11    | .995     | 0     | 49       | 26       | 23       | .469     |
| 2007  | 西武         | 139   | 829   | 78    | 5     | 7     | .995     | 6     | 79       | 47       | 32       | .405     |
| 2008  | 西武         | 133   | 862   | 77    | 5     | 9     | .995     | 8     | 97       | 62       | 35       | .361     |
| 2009  | 西武         | 46    | 237   | 15    | 2     | 3     | .992     | 2     | 25       | 17       | 8        | .320     |
| 2010  | 西武         | 112   | 677   | 55    | 6     | 4     | .992     | 3     | 72       | 46       | 26       | .361     |
| 2011  | ソフトバンク | 95    | 577   | 36    | 0     | 5     | 1.000    | 3     | 60       | 49       | 11       | .183     |
| 2012  | ソフトバンク | 92    | 495   | 55    | 5     | 3     | .991     | 3     | 76       | 59       | 17       | .224     |
| 2013  | ソフトバンク | 112   | 591   | 53    | 5     | 5     | .992     | 3     | 101      | 71       | 30       | .297     |
| 2014  | ソフトバンク | 112   | 669   | 61    | 5     | 3     | .993     | 3     | 93       | 69       | 24       | .258     |
| 2015  | ソフトバンク | 58    | 316   | 30    | 4     | 4     | .993     | 1     | 51       | 34       | 17       | .333     |
| 2016  | ソフトバンク | 49    | 264   | 25    | 2     | 4     | .993     | 3     | 39       | 25       | 14       | .359     |
| 2017  | 楽天         | 20    | 67    | 7     | 2     | 0     | .974     | 5     | 11       | 8        | 3        | .273     |
| 2018  | 楽天         | 2     | 5     | 1     | 0     | 0     | 1.000    | 1     | 0        | 0        | 0        | ----     |
| 2019  | ロッテ       | 31    | 53    | 7     | 0     | 0     | 1.000    | 1     | 15       | 14       | 1        | .067     |
| 2020  | ロッテ       | 1     | 0     | 0     | 0     | 0     | ----     | 0     | 0        | 0        | 0        | ----     |
| 通算  | 通算         | 1425  | 8317  | 662   | 54    | 79    | .994     | 57    | 914      | 632      | 282      | .309     |

- 各年度の太字はリーグ最高
- 太字年はゴールデングラブ賞受賞

### 表彰
- ベストナイン：2回（2008年、2011年）
- ゴールデングラブ賞：2回（2008年、2011年）

### 記録
初記録
- 初出場・初先発出場：2002年9月22日、対千葉ロッテマリーンズ26回戦（千葉マリンスタジアム）、8番・捕手で先発出場
- 初打席：同上、2回表に加藤康介から三飛
- 初安打：2003年4月2日、対オリックス・ブルーウェーブ3回戦（西武ドーム）、7回裏に吉井理人から左中間二塁打
- 初打点：2003年4月4日、対大阪近鉄バファローズ1回戦（西武ドーム）、5回裏にジェレミー・パウエルから左越適時二塁打
- 初犠打：2003年4月6日、対大阪近鉄バファローズ3回戦（西武ドーム）、2回裏に前川勝彦から投手前犠打
- 初本塁打：2003年4月21日、対オリックス・ブルーウェーブ4回戦（札幌ドーム）、6回裏に具臺晟から右越2ラン
- 初盗塁：2003年6月29日、対福岡ダイエーホークス16回戦（福岡ドーム）、5回表に二盗（投手：水田章雄、捕手：城島健司）

節目の記録
- 200犠打：2012年5月28日、対中日ドラゴンズ2回戦（ナゴヤドーム）、7回表に田島慎二から投手前犠打 ※史上33人目
- 1000試合出場：2012年7月16日、対オリックス・バファローズ13回戦（福岡Yahoo! JAPANドーム）、9番・捕手で先発出場 ※史上455人目
- 250犠打：2014年7月11日、対北海道日本ハムファイターズ9回戦（札幌ドーム）、8回表に大塚豊から投手前スクイズバント ※史上15人目
- 1000三振：2017年8月24日、対千葉ロッテマリーンズ18回戦（ZOZOマリン) 、4回表に関谷亮太から ※史上64人目

その他の記録
- サイクル安打：2004年4月4日、対北海道日本ハムファイターズ3回戦（札幌ドーム）※史上59人目（63度目）
- オールスターゲーム出場：1回（2008年）

### 背番号
- 47（2002年 - 2005年）
- 30（2006年）
- 27（2007年 - 2016年）
- 68（2017年 - 2018年）
- 55（2019年 - 2020年）
- 81（2021年）
- 87（2025年 - ）

### 登場曲
- 『きよしのズンドコ節』氷川きよし（ - 2012年）
- 『マル・マル・モリ・モリ!』薫と友樹、たまにムック。（2011年）
- 『僕の宝物』シクラメン（2012年 - ）
- 『移民の歌』レッドツェッペリン（2014年 - ）
- 『ありがとうの唄』吉幾三（2017年 - 2018年）
- 『東京VICTORY』サザンオールスターズ（2019年 - ）